# Lacistemataceae
Lacistemataceae, porodica grmlja i manjeg drveća u porodici malpigijolike. Pripada mu dva roda sa 17 priznatih vrsta koje rastu po Srednjoj i Južnoj Americi. Ime porodice je došlo po rodu Lacistema.

## Opis
Lacistemataceae je mala porodice od 2 roda i 17 vrsta porijeklom iz tropske i suptropske Amerike i Kariba. Lacistema uključuje 11 vrsta. Cvjetovi su vrlo smanjeni i ponekad se nalaze u gotovo mačićastim cvatovima.

## Rodovi
1. Lacistema Sw.  (12 spp.)
2. Lozania Mutis ex Caldas  (5 spp.)